# Escamilla
Escamilla és un municipi de la província de Guadalajara, a la comunitat autònoma de Castella-La Manxa. Limita amb Peralveche al nord, Salmerón i la província de Conca a l'est, Pareja a l'oest i Millana al sud.